# Austin Smeenk
Austin Smeenk (né le 24 février 1997) est un sprinteur paralympique canadien de catégorie handisport T34. Il est médaillé de bronze aux Jeux paralympiques d'été de 2024 dans l'épreuve du 100 m T34  en fauteuil roulant.

## Carrière
Austin Smeenk est né en Ontario avec une paralysie spastique qui est une maladie héréditaire provoquant une raideur et une contraction progressives des membres inférieurs. Il participe aux Jeux paralympiques d'été de 2016 et de Jeux paralympiques d'été de 2020. Aux Championnats du monde d'athlétisme handisport 2023 de Paris, il décroche la médaille d'argent à l'épreuve du 100 m catégorie T34 et la médaille de bronze dans la même catégorie. Aux Jeux paralympiques d'été de 2024, il obtient la médaille de bronze dans l'épreuve du 100 mètres T34 en arrivant derrière le vainqueur, le thaïlandais Chaiwat Rattana et le tunisien Walid Ktila arrivé second,,.
Au 2 septembre 2024, il détient le record du monde de vitesse en 800 m fauteuil roulant dans la catégorie T34.